# Ханс Баймлер
Ханс Баймлер (на немски: Hans Beimler) е германски синдикалист, деец на Комунистическата партия на Германия, депутат в Райхстага от 1933 г., явен противник на нацистите и доброволец в Интернационалните бригади.

## Биография
Йоханес Баптист Баймлер е роден на 2 юли 1895 г. в Мюнхен в семейството на Розина Баймлер, неомъжена готвачка и земеделски работник. Като бебе на три седмици е даден в село Валдтурн в района на Оберпфалц в Североизточна Бавария, за да бъде отгледан от своите баба и дядо по майчина линия. Дядо му има ключарски бизнес и Баймлер следва семейната традиция в този занаят. През 1913 г. се присъединява към Германския съюз на металурзите (DMV). През 1914 г. е мобилизиран и се присъединява към морската пехота Кайзерлихе, като служи на миночистач и се издига до ранг „капитан“. През 1917 г. е награден с Железен кръст. През 1918 г. участва в Ноемврийската революция в Куксхафен. Връщайки се в Мюнхен, Баймлер се присъединява към Лигата на Спартак и в хаотичния период след примирието, по време на което в Германия има няколко революционни правителства, той подкрепя Мюнхенския съвет („Räterepublik“).
През юли 1919 г. Баймлер се жени за Магдалене Мюлер в Хамбург, от която има дъщеря Розмари (1919 г.) и (след като се завръща в Бавария) син Йохан (1921 г.). След поредица от извънбрачни изневери на Баймлер, Магдалене се самоубива през 1928 г. През 1930 г. Баймлер се жени за Сента Денглер, която работи в Neue Zeitung на Комунистическата партия на Германия в Мюнхен.

### Политическа кариера
След свалянето на Мюнхенския съвет („Räterepublik“) от десния Фрайкорпс, Баймлер се установява в Мюнхен, където се присъединява към Комунистическата партия и става председател на местния клон в мюнхенското предградие Нимфенбург. През 1921 г. той е арестуван за опит да саботира превози на войски и е вкаран в затвора за 2 години, само месеци след раждането на второто им дете. След освобождаването си работи във фабриката за локомотиви на Krauß & Co, където става профсъюзен лидер. През 1925 г. той е номиниран от конгреса на профсъюзите в Мюнхен да ги представлява в първата делегация от германски работници, посетила Съветския съюз.
През 1928 г. Комунистическата партия на Германия го моли да реорганизира партията в Аугсбург в Южна Бавария, където е избран в Градския съвет (Stadtsrat). Пламенен комунист и антинацист, Баймлер е избран за депутат от Комунистическата партия на Германия в Райхстага на федералните избори в Германия през юли 1932 г. През същата година е избран в Баварския ландестаг и наследява Алберт Бухман като лидер на Комунистическата партия на Германия в Южна Бавария.
През февруари 1933 г. по време на предизборната кампания за Райхстага, Баймлер се обръща към тълпата на последното публично събрание, което Комунистическата партия на Германия успява да проведе в Circus Krone в Мюнхен. С бойния вик "Всички ще се срещнем отново в Дахау!" той събира тълпата да се противопостави на нарастващата нацистка заплаха, споменавайки една от малкото победи на Червената армия на Мюнхенския съвет („Räterepublik“) над десния Фрайкорпс в Дахау през 1919 г.

### Затвор в Дахау
Хитлер идва на власт през януари 1933 г. и с Указ за пожара на Райхстага за защита на народа и държавата месец по-късно, започва да интернира политически съперници, включително комунисти и социалисти в концентрационни лагери. Баймлер и съпругата му Сента са арестувани през април 1933 г. и никога повече не се виждат. Вече известен като откровен и предизвикателен антинацистки глас в Райхстага, Баймлер и неговите съпартийци биват подложени на двуседмични побоища в мюнхенския полицейски президиум на Ettstraße, преди да бъдат изпратени в концентрационния лагер Дахау, където пазачите от СС му се подиграват със Забележка от Дахау, направена преди десет седмици. Хилмар Векерле, първият комендант на лагера в Дахау се хвали, че ще убие самия Баймлер. Наистина няколко комунистически затворници от еврейски произход вече са убити по време на неговия режим. Въпреки това, с подозрителната смърт на затворници от Дахау, която вече се разследва, Векерле решава, че с достатъчно физическо и психическо насилие Баймлер може да бъде насърчен да се самоубие. След четири седмици обаче, през май 1933 г. Баймлер успява да избяга, вероятно с помощта на някои лагерни пазачи ренегати. Успява да премине в Чехословакия и оттам в Съветския съюз.
Съпругата му Сента, е хваната в капан в Нацистка Германия и е затворена в женския концентрационен лагер Моринген и други затвори до 1945 г. Децата му Рози и Ханси са приети от роднини в Оберпфалц, докато Баймлер организира бягството им в Съветския съюз през 1934 г.
Баймлер пише разказ за своите преживявания в Дахау, който се появява в Съветския съюз през август 1933 г.: Im Mörderlager Dachau: Vier Wochen unter den braunen Banditen. Това е един от първите публикувани разкази за живота в нацистки концентрационен лагер и е преведен на няколко езика, включително английски, испански, френски и идиш. През 1934 г. Германия отнема гражданството на Баймлер.

### Испанска гражданска война
След кратки периоди във Франция и Швейцария, работейки за Международната червена помощ (Rote Hilfe), Баймлер пристига в Барселона през август 1936 г. начело на първата бригада от германски антифашистки доброволци, сражаващи се заедно с републиканските войски под името "Центурианците на Телман“. Впоследствие е назначен за комисар на всички Интернационални бригади, подкрепящи Испанската република по време на Испанската гражданска война. През ноември 1936 г., докато помага за защитата на Мадрид от националистите, той е прострелян смъртоносно. Впоследствие се разпространяват слухове, че е бил застрелян отзад от агент на НКВД, тайните служби на СССР.
Над 2 милиона души отдадоха почитта си, докато тялото му е транспортирано от Мадрид до гробището Монжуик, Барселона, където е погребан. Той е прославен в песен на Ернст Буш (по мелодия на Фридрих Силхер), която след това е записана от радиостанцията в Барселона. В негова чест е кръстена XI Интернационална бригада.
В романа на Ърнест Хемингуей, За кого бие камбаната, американският герой Робърт Джордан се среща с германския революционер Ханс, който се основава на Баймлер.
Седмица след падането на Барселона през януари 1939 г. националистите оскверняват гробовете на Баймлер и неговия адютант Луис Шустер (известен още като Франц Вехлоу), изгарят труповете им и изравняват гробовете.
Неговият син, Ханс Баймлер-младши е арестуван в Москва в заговора на Хитлерюгенд на НКВД. По-късно той е освободен. Внукът му Ханс Баймлер е известен американски сценарист.

## Наследство
Ханс Баймлер получава статут на национален герой в Германската демократична република, като военни дивизии, кораби, фабрики, училища и улици са кръстени в негова чест.
Freie Deutsche Jugend (FDJ), младежкото движение на Комунистическата партия, посвещава своя паравоенен турнир по учения на него.
Неговата легенда се разраства и дори се говори като за ляв интелектуалец.
През 1956 г. ГДР учредява медала на Ханс Баймлер, който се връчва на граждани, които са се сражавали за Испанската република в гражданската война.